# فدراسیون واترپلو ارمنستان
فدراسیون واترپلو جمهوری ارمنستان (ارمنی: Հայաստանի ջրագնդակի ֆեդերացիա) که با نام فدراسیون واترپلو ارمنستان نیز شناخته می‌شود، نهاد تنظیم‌کننده ورزش واترپلو در ارمنستان می‌باشد که توسط کمیته المپیک ارمنستان اداره می‌شود و مقر آن در شهر ایروان واقع شده است.

## تاریخچه
این فدراسیون در سال ۱۹۹۵ میلادی تأسیس شد و ریاست فعلی آن را گاگیک هوهانیسیان برعهده دارد. این فدراسیون عضو کامل فدراسیون جهانی ورزش‌های آبی و en:European Aquatics می‌باشد.
بازیکنان واترپلو ارمنستانی در مسابقات قهرمانی در سطوح مختلف اروپایی و بین‌المللی از جمله در مسابقات قهرمانی جهانی و بازی‌های المپیک تابستانی شرکت می‌کنند.
این فدراسیون با فدراسیون واترپلو ایالات متحده آمریکا، فدراسیون واترپلو روسیه و باشگاه ذخایر آبی المپیک همکاری می‌کند.